# Ждримци
Ждримци су насељено мјесто у Босни и Херцеговини у општини Горњи Вакуф-Ускопље које административно припада Федерацији Босне и Херцеговине. Према попису становништва из 1991. у насељу је живјело 1.139 становника.

## Становништво
| Националност       | 1991.        | 1981.        | 1971.        |
| Хрвати             | 759 (66,63%) | 700 (69,51%) | 644 (70,61%) |
| Муслимани          | 362 (31,78%) | 300 (29,79%) | 259 (28,39%) |
| Срби               | 2 (0,17%)    | 1 (0,09%)    | 0            |
| Југословени        | 0            | 6 (0,59%)    | 0            |
| остали и непознато | 16 (1,40%)   | 0            | 9 (0,98%)    |
| Укупно             | 1.139        | 1.007        | 912          |